# 흰배모자이크꼬리쥐
흰배모자이크꼬리쥐(Melomys leucogaster)는 쥐과에 속하는 설치류의 일종이다. 인도네시아 서뉴기니와 파푸아뉴기니에서 발견된다.